# Enoch Powell
John Enoch Powell, MBE, (16 de junho de 1912 - 8 de fevereiro de 1998) foi um político britânico, erudito clássico, autor, linguista, soldado, filólogo e poeta. Ele serviu como um membro conservador do Parlamento (1950-1974) e foi Ministro da Saúde (1960-1963) e, em seguida, Partido Unionista do Ulster (UUP) Membro do Parlamento (1974-1987).

## Carreira
Antes de entrar na política, Powell era um estudioso clássico. Durante a Segunda Guerra Mundial, ele serviu em cargos de estado-maior e de inteligência, chegando ao posto de brigadeiro. Ele também escreveu poesia e muitos livros sobre temas clássicos e políticos.
Powell atraiu ampla atenção por seu discurso "Rios de Sangue", proferido em 20 de abril de 1968 na Assembleia Geral do Centro Político Conservador da Área de West Midlands. Nele, Powell criticou as taxas de imigração para o Reino Unido, especialmente da New Commonwealth, e se opôs à legislação antidiscriminação Race Relations Bill. O discurso atraiu fortes críticas dos próprios membros do partido de Powell e da imprensa.
No rescaldo do discurso, várias pesquisas sugeriram que 67 a 82 por cento da população do Reino Unido concordava com as opiniões de Powell. Seus partidários alegaram que o grande público seguinte que Powell atraiu ajudou os conservadores a vencer as eleições gerais de 1970, e talvez lhes tenha custado as eleições gerais de fevereiro de 1974, quando Powell deu as costas aos conservadores endossando um voto a favor dos trabalhistas, que voltou como um governo minoritário. Powell foi devolvido à Câmara dos Comuns em outubro de 1974 como o deputado do Partido Unionista do Ulster para o distrito eleitoral de South Down na Irlanda do Norte. Ele representou o distrito eleitoral até ser derrotado nas eleições gerais de 1987.

## Publicações
- Powell, Enoch; Rendel, Harris J. (1936). The Rendel Harris Papyri. [S.l.]: Cambridge The University Press. ASIN B000WGT4XG
- Powell, Enoch (1937). First Poems. [S.l.]: Shakespeare Head Press. ASIN B003U5HJCO
- Powell, Enoch (1977) [1938]. A Lexicon to Herodotus. [S.l.]: Georg Olms Publishers. ISBN 3487011492
- Powell, Enoch (1939). The History of Herodotus. [S.l.]: Coronet Books Inc. ISBN 0685133621
- Powell, Enoch (1939). Casting-off, and other poems. [S.l.]: Basil Blackwell. ASIN B0050ID6GW
- Powell, Enoch (1939). Herodotus, Book VIII. [S.l.]: Pitt Press Series. ASIN B000XCU7HQ
- Powell, Enoch; J, Stephen (1942). Cyfreithiau Hywel Dda Yn Ol Llyfr Blegywryd. [S.l.]: Gwasg Prifsgol Cymru
- Powell, Enoch; Jones, Henry Stuart (1963) [1942]. Thucydides Historiae Vol. I: Books I–IV 2/e. [S.l.]: Clarendon Press. ISBN 0198145500
- Powell, Enoch (1949). Herodotus. [S.l.]: Oxford. ASIN B005INFMTI.
- Powell, Enoch;  et al. (1950). One Nation. [S.l.]: Conservative Political Centre. ASIN B001Y3CHZ8
- Powell, Enoch (1951). Dancer's End and The Wedding Gift. [S.l.: s.n.]
- Powell, Enoch; Macleod, Iain Norman (1952). The Social Services: needs and means. [S.l.]: Conservative Political Centre. ASIN B0014M19BM
- Powell, Enoch (1954). Change is our Ally. [S.l.]: Conservative Political Centre. ASIN B0000CIVQA
- Powell, Enoch; Maude, Angus (1970) [1955]. Biography of a Nation second ed. London: [s.n.] ISBN 0212983733
- Powell, Enoch (1960). Great Parliamentary Occasions. [S.l.]: The Queen Anne Press. ASIN B001P1VJEO
- Powell, Enoch (1960). Saving in a Free Society. [S.l.]: Institute of Economic Affairs by Hutchinson. ASIN B0000CKQQO
- Powell, Enoch (1965).  Wood, John, ed. A Nation not Afraid. [S.l.]: Hodder & Stroughton. ASIN B0000CMRLH
- Powell, Enoch (1976) [1966], Medicine and Politics: 1975 and After, ISBN 0272793779, Pitman Medical
- Powell, Enoch; Wallis, Keith (1968). The House of Lords in the Middle Ages. [S.l.: s.n.] ISBN 9780297761051
- Powell, Enoch (1999) [1969]. Freedom and Reality. [S.l.]: Kingswood. ISBN 0716005417
- Powell, Enoch (março de 1969), «A Housing Policy for Great Britain» (PDF), The Freeman, 19 (3), pp. 171–175  – via The Mises Institute, Addressing the House-Builders Conference in Kensington, England, November 28, 1968.
- Powell, Enoch (1971). Common Market: The Case Against. [S.l.]: Elliot Right Way Books. ISBN 071600559X
- Powell, Enoch (1972). Still to Decide. [S.l.]: Elliot Right Way Books. ISBN 0716005662
- Powell, Enoch (1973). The Common Market: Re-negotiate or Come Out. [S.l.]: Elliot Right Way Books. ISBN 0716005859
- Powell, Enoch (1973). No Easy Answers. [S.l.]: Sheldon Press. ISBN 0859690016
- Powell, Enoch (1977). Wrestling With the Angel. [S.l.]: Sheldon Press. ISBN 0859691276
- Powell, Enoch (1977). Joseph Chamberlain. [S.l.]: Thames & Hudson Ltd. ISBN 0500011850
- Powell, Enoch (1978).  Ritchie, Richard, ed. A Nation or No Nation. London: [s.n.] ISBN 0713415428
- Powell, Enoch (1989).  Ritchie, Richard, ed. Enoch Powell on 1992. London: Anaya Publishers. ISBN 1854700081
- Powell, Enoch (1991).  Collings, Rex, ed. Reflections of a Statesman: The Selected Writings and Speeches of Enoch Powell. London: Bellew Publishing Co Ltd. ISBN 0947792880
- Powell, Enoch (1990). Collected Poems. [S.l.]: Bellew Publishing Co Ltd. ISBN 0947792368
- Powell, Enoch (1994). The Evolution of the Gospel. [S.l.]: Yale University Press. ISBN 0300054211